# Calliandra hygrophila
Calliandra hygrophila är en ärtväxtart som beskrevs av Mackinder och Gwilym Peter Lewis. Calliandra hygrophila ingår i släktet Calliandra och familjen ärtväxter. Inga underarter finns listade i Catalogue of Life.